# Zabójczy rejs
Zabójczy rejs (ang. Murder Mystery) – amerykańska komedia kryminalna w reżyserii Kyle’a Newachecka, która miała swoją międzynarodową premierę z dniem 14 czerwca 2019 r. w serwisie Netflix na całym świecie.
Film obejrzało ponad 30 milionów ludzi w ciągu pierwszych 72 godzin od czasu jego oficjalnego wydania, czyniąc go jednym z największych „openingów” weekendowych dla filmu w historii Netflixa. W lipcu 2019 r., Netflix podał, że film obejrzało ponad 73 milionów domowników przez pierwsze cztery tygodnie od czasu jego wydania, czyniąc go jednym z najbardziej sukcesowych filmów w karierze Sandlera na platformie.
Ponadto jest to druga z trzech kolaboracji Sandlera z Aniston, tuż po Żona na niby (2011) oraz przed Zabójcze wesele (2023), będącym sequelem Zabójczego rejsu.

## Fabuła
Podczas europejskich wakacji na jachcie miliardera, gdy gospodarz zostaje zamordowany, nowojorski policjant Nick Spitz (Adam Sandler) i jego żona Audrey (Jennifer Aniston) stają się głównymi podejrzanymi w śledztwie.

## Obsada
- Adam Sandler – Nick Spitz
- Jennifer Aniston – Audrey Spitz
- Luke Evans – Charles Cavendish
- Terence Stamp – Malcolm Quince
- Gemma Arterton – Grace Ballard
- David Walliams – Tobias Quince
- Dany Boon – Inspektor de la Croix
- John Kani – pułkownik Ulenga
- Adeel Akhtar – Maharadża
- Ólafur Darri Ólafsson – Sergei
- Luis Gerardo Méndez – Juan Carlos
- Shiori Kutsuna – Suzi Nakamura
- Erik Griffin – Jimmy Stern
- Sufe Bradshaw – Holly
- Jackie Sandler – świetnie wyglądająca stewardesa
- Allen Covert – ojciec turysta
- Molly McNearney – Lorraine
- Nicole Randall Johnson – Marisol
- Andrea Bendewald – klientka